# Saison 1982-1983 des Celtics de Boston
La saison 1982-1983 des Celtics de Boston est la 37e saison de la franchise américaine de la National Basketball Association (NBA).
Le 30 mars 1983, Larry Bird inscrit 53 points contre les Pacers de l'Indiana, battant le record de Sam Jones, établi en 1965.

## Draft
| Tour | Rang | Joueur               | Position | Nationalité | Provenance         |
| ---- | ---- | -------------------- | -------- | ----------- | ------------------ |
| 1    | 23   | Darren Tillis        | C        | États-Unis  | Cleveland State    |
| 2    | 46   | Tony Guy             | G        | États-Unis  | Kansas             |
| 3    | 69   | Perry Moss           | PG       | États-Unis  | Northeastern       |
| 6    | 138  | John Schweitz        | SG       | États-Unis  | Richmond           |
| 9    | 207  | Panagiotis Giannakis | G        | Grèce       | Ionikos Nikaias BC |

## Classements de la saison régulière
| Conférence Est | Conférence Est         | Conférence Est | Conférence Est | Conférence Est |
| No             | Franchise              | Vic.           | Déf.           | PCT            |
| -------------- | ---------------------- | -------------- | -------------- | -------------- |
| 1              | 76ers de Philadelphie  | 65             | 17             | 79.3           |
| 2              | Bucks de Milwaukee     | 51             | 31             | 62.2           |
| 3              | Celtics de Boston      | 56             | 26             | 68.3           |
| 4              | Nets du New Jersey     | 49             | 33             | 59.8           |
| 5              | Knicks de New York     | 44             | 38             | 53.7           |
| 6              | Hawks d'Atlanta        | 43             | 39             | 52.4           |
|                |                        |                |                |                |
| 7              | Bullets de Washington  | 42             | 40             | 51.2           |
| 8              | Pistons de Détroit     | 37             | 45             | 45.1           |
| 9              | Bulls de Chicago       | 28             | 54             | 34.1           |
| 10             | Cavaliers de Cleveland | 23             | 59             | 28.0           |
| 11             | Pacers de l'Indiana    | 20             | 62             | 24.4           |

| Division Atlantique   | V  | D  | PCT  | GB |
| --------------------- | -- | -- | ---- | -- |
| 76ers de Philadelphie | 65 | 17 | 79.3 | -  |
| Celtics de Boston     | 56 | 26 | 68.3 | 9  |
| Nets du New Jersey    | 49 | 33 | 59.8 | 16 |
| Knicks de New York    | 44 | 38 | 53.7 | 21 |
| Bullets de Washington | 42 | 40 | 51.2 | 23 |

## Effectif
| Numéro | Joueur           | Position | Provenance                 |
| ------ | ---------------- | -------- | -------------------------- |
| 00     | Robert Parish    | C        | Centenary (LA)             |
| 7      | Tiny Archibald   | PG       | Texas-El Paso              |
| 20     | Scott Wedman     | SF       | Colorado                   |
| 28     | Quinn Buckner    | SG       | Indiana                    |
| 30     | M.L. Carr        | SF       | Guilford College           |
| 31     | Cedric Maxwell   | SF       | UNC Charlotte              |
| 32     | Kevin McHale     | PF       | Minnesota                  |
| 33     | Larry Bird       | PF       | Indiana State University   |
| 35     | Charles Bradley  | SG       | Wyoming                    |
| 43     | Gerald Henderson | PG       | Virginia Commonwealth      |
| 44     | Danny Ainge      | SG       | BYU                        |
| 52     | Darren Tillis    | C        | Cleveland State University |
| 53     | Rick Robey       | C        | Kentucky                   |

## Playoffs

### Premier tour
(3) Celtics de Boston vs. (6) Hawks d'Atlanta : Boston remporte la série 2-1
- Game 1 @ Boston : Boston 103, Atlanta 95
- Game 2 @ Atlanta : Atlanta 95, Boston 93
- Game 3 @ Boston : Boston 98, Atlanta 79

### Demi-finale de conférence
(2) Bucks de Milwaukee vs. (3) Celtics de Boston : Boston s'incline sur la série 0-4
- Game 1 @ Boston : Milwaukee 116, Boston 95
- Game 2 @ Boston : Milwaukee 95, Boston 91
- Game 3 @ Milwaukee : Milwaukee 107, Boston 99
- Game 4 @ Milwaukee : Milwaukee 107, Boston 93

## Statistiques

### Saison régulière
| Joueur           | MJ | MC | MPG  | FG%  | 3P%  | FT%  | RPG  | APG | SPG | BPG | PPG  |
| ---------------- | -- | -- | ---- | ---- | ---- | ---- | ---- | --- | --- | --- | ---- |
| Danny Ainge      | 80 | 76 | 25.6 | .496 | .172 | .742 | 2.7  | 3.1 | 1.4 | 0.1 | 9.9  |
| Tiny Archibald   | 66 | 19 | 27.4 | .425 | .208 | .743 | 1.4  | 6.2 | 0.6 | 0.1 | 10.5 |
| Larry Bird       | 79 | 79 | 37.7 | .504 | .286 | .840 | 11.0 | 5.8 | 1.9 | 0.9 | 23.6 |
| Charles Bradley  | 51 | 5  | 10.4 | .392 | .000 | .511 | 1.5  | 0.5 | 0.6 | 0.5 | 3.6  |
| Quinn Buckner    | 72 | 56 | 21.7 | .442 | .000 | .632 | 2.6  | 3.8 | 1.5 | 0.1 | 7.9  |
| M.L. Carr        | 77 | 0  | 11.5 | .429 | .158 | .741 | 1.8  | 0.9 | 0.6 | 0.1 | 4.3  |
| Gerald Henderson | 82 | 9  | 18.9 | .463 | .188 | .722 | 1.5  | 2.4 | 1.2 | 0.0 | 8.2  |
| Cedric Maxwell   | 79 | 71 | 28.5 | .499 | .000 | .812 | 5.3  | 2.4 | 0.8 | 0.5 | 11.9 |
| Kevin McHale     | 82 | 13 | 28.6 | .541 | .000 | .717 | 6.7  | 1.3 | 0.4 | 2.3 | 14.1 |
| Robert Parish    | 78 | 76 | 31.5 | .550 | .000 | .698 | 10.6 | 1.8 | 1.0 | 1.9 | 19.3 |
| Rick Robey       | 59 | 6  | 14.5 | .467 |      | .577 | 3.7  | 1.1 | 0.2 | 0.1 | 4.2  |
| Darren Tillis    | 15 | 0  | 2.9  | .304 | .000 | .333 | 0.6  | 0.1 | 0.0 | 0.1 | 1.1  |
| Scott Wedman     | 40 | 0  | 12.6 | .459 | .100 | .667 | 1.9  | 0.8 | 0.5 | 0.2 | 5.2  |

### Playoffs
| Joueur           | MJ | MC | MPG  | FG%  | 3P%  | FT%   | RPG  | APG | SPG | BPG | PPG  |
| ---------------- | -- | -- | ---- | ---- | ---- | ----- | ---- | --- | --- | --- | ---- |
| Danny Ainge      | 7  |    | 28.7 | .389 | .400 | .727  | 2.0  | 3.6 | 0.7 | 0.1 | 9.4  |
| Tiny Archibald   | 7  |    | 23.0 | .324 | .167 | .759  | 1.4  | 6.3 | 0.3 | 0.0 | 9.6  |
| Larry Bird       | 6  |    | 40.0 | .422 | .250 | .828  | 12.5 | 6.8 | 2.2 | 0.5 | 20.5 |
| Charles Bradley  | 2  |    | 2.0  |      |      |       | 0.0  | 0.0 | 0.0 | 0.0 | 0.0  |
| Quinn Buckner    | 7  |    | 14.0 | .432 | .000 | .000  | 1.4  | 0.3 | 0.1 | 0.0 | 4.6  |
| M.L. Carr        | 3  |    | 7.3  | .250 | .000 | 1.000 | 0.3  | 0.0 | 0.7 | 0.0 | 2.0  |
| Gerald Henderson | 7  |    | 26.7 | .412 | .000 | .857  | 2.0  | 4.4 | 1.6 | 0.1 | 10.9 |
| Cedric Maxwell   | 7  |    | 35.1 | .527 |      | .842  | 7.3  | 3.3 | 0.6 | 0.6 | 12.9 |
| Kevin McHale     | 7  |    | 25.3 | .548 | .000 | .556  | 6.0  | 0.7 | 0.4 | 1.0 | 11.1 |
| Robert Parish    | 7  |    | 35.6 | .483 |      | .850  | 10.6 | 1.3 | 0.7 | 1.3 | 14.7 |
| Rick Robey       | 5  |    | 5.8  | .000 | .000 | .500  | 1.6  | 0.2 | 0.0 | 0.0 | 0.4  |
| Scott Wedman     | 6  |    | 11.0 | .583 | .000 | .500  | 2.3  | 0.0 | 0.2 | 0.0 | 4.8  |